# Chaetopsylla alia
Chaetopsylla alia är en loppart som beskrevs av Ioff 1946. Chaetopsylla alia ingår i släktet Chaetopsylla och familjen grävlingloppor. Inga underarter finns listade i Catalogue of Life.